# Voulez-Vous (dal)
A Voulez-Vous című dal egy 1979-ben megjelent dal a svéd ABBA együttestől. A dalt írta és hangszerelte Benny Andersson és Björn Ulvaeus. A dalban Agnetha Fältskog és Anni-Frid Lyngstad közreműködnek.
A dal a második kimásolt kislemez volt a csapat azonos címet viselő stúdióalbumáról. Az Egyesült Királyságban, és Írországban a dal dupla A oldalas kislemezként jelent meg. A dal szerepel az ABBA Gold: Greatest Hits című válogatás albumon is 4:21 perces változatában. 1999-ben azonban a teljes 5:09 perces változat jelent meg. A More ABBA Gold: More ABBA Hits válogatás albumon található az Angeleyes című dal is, mely később önálló kislemezként is megjelent.
A dal extended dance remixe mint promóciós 12" inches lemez jelent meg az Egyesült Államokban egy 6:07 perces változatban dupla A oldalas lemezen, melyet az Atlantic Records jelentetett meg 1979-ben. A dal bónusz dalként szerepel a 2001-ben megjelent The Definitive Collection című válogatás albumon.
A dalt a Bahama-szigeteken írták a tagok, és Miami közelsége tette lehetővé a dal rögzítését a Criteria Stúdióban, ahol a Foxy Disco csapat tagjai is jelen voltak. Ebben a stúdióban dolgozott a Bee Gees is, és itt születettek azok a korszakalkotó disco felvételek is, melyek szintén slágerek lettek. Az ABBA életében ez az első olyan felvétel, melyet Svédországon kívül rögzítettek. Kivéve az élő felvételeket.

## Fogadtatása
Az ABBA korábbi dalaihoz képest a Voulez-Vous nem volt túlzott siker. Belgiumban a legmagasabb helyezést érte el, és 1. helyezett lett, míg az Egyesült Királyságban, Írországban, és Hollandiában Top 3-as sláger volt. Franciaországban, Spanyolországban, Svájcban a 9. helyezett volt, így ott benne volt a legjobb tíz helyezett között.

## Megjelenések
7"  (sárga színű lemezen) Egyesült Királyság Epic – S EPC 7499 
- A	Angeleyes – 4:20
- AA Voulez-Vous – 5:11

12"  Németország Polydor – 2141 150 
- A Voulez-Vous – 5:11
- B	Angeleyes – 4:20

## Slágerlista
| Slágerlista (1979)                                    | Legjobb helyezés |
| ----------------------------------------------------- | ---------------- |
| Ausztrália (Kent Music Report)                        | 79               |
| Belgium Ultratop 50 Flanders                          | 1                |
| Kanada Canada Top Singles                             | 87               |
| Finnország (Suomen virallinen lista)                  | 20               |
| Németország Official German Charts                    | 14               |
| Írország IRMA                                         | 3                |
| Hollandia Dutch Top 40                                | 4                |
| Hollandia Single Top 100                              | 3                |
| Svájc Schweizer Hitparade                             | 9                |
| Egyesült Királyság Official Charts Company            | 3                |
| Amerikai Egyesült Államok Billboard Hot 100           | 80               |
| Amerikai Egyesült ÁllamokBillboard Adult Contemporary | 37               |
| Amerikai Egyesült ÁllamokCash Box                     | 85               |
| Amerikai Egyesült ÁllamokRecord World                 | 77               |

| Slágerlista (1979)             | Helyezések |
| ------------------------------ | ---------- |
| Belgium (Ultratop 50 Flanders) | 15         |
| Hollandia (Dutch Top 40)       | 54         |
| Hollandia (Single Top 100)     | 83         |
| Egyesült Királyság             | 51         |

## Feldolgozások
- A Voulez-Vous című dalt a Londoni székhelyű brit elektronikus duó Big Bang dolgozta fel 1989-ben.[22] A dal a Swanyard Records kiadónál jelent meg.[23] A kislemez B. oldalán a Cold  Night In Cairo című dal kapott helyet, mely 7" inches és 12"-es lemezen is elérhető. Ez a változat arab zenei elemeket is tartalmaz.[24] Ők az egyetlen előadók, kik a teljes dalhoz hangmintákat adtak hozzá. Madonna a Hung Up című dalban csak a zenei alap riffjeit használta fel. A dalban Jasmine Ventura és Teresa Revill énekel, Andy Taylor a Duran Duran gitárosa játszik a dalban. A dal 1989-ben az UK Club dance slágerlistán a 9. helyezést érte el.
- A dal újra felkerült a brit slágerlistára 1992-ben, amikor az Erasure megjelentette ABBA-Esque című Ep-jét.
- A svéd A-Teens saját verzióját jelentette meg debütáló The ABBA Generation című albumán.
- Az Eurodance / Hi-NRG feldolgozása a dalnak az Abbacadabra  csapattól jelent meg az Almighty Records kiadónál. A dal 1997-ben a Dancemania című válogatás albumon jelent meg, majd 2008-ban a We Love ABBA: The Mamma Mia Dance Collection válogatás albumon is hallható.
- A The San Francisco Gay Men's kórus vette fel a dal saját változatát 1997-es ExtrABBAganza! című albumára.
- 1999-ben az angol Culture Club is elkészítette saját változatát. Az ABBAMania 2 című albumon Julie Forsíth brit színésznő énekli a dalt. A Ska csapat Madness szintén előadta a dalt saját feldolgozásukban.
- A svéd thrash metal csapat Morgana Lefay szintén feldolgozta a dalt az ABBAMetal című albumra. Ez a dal megjelent az A Tribute to ABBA című albumon is.
- Egy másik metal zenekar, Time Requiem szintén feldolgozta a dalt, mely bónusz dalként szerepel egy japán kiadású albumon, a THE Inncer Circle Of Reality címűn.
- A vietnámi-amerikai származású énekes, Dạ Nhật Yến készítette el a dal feldolgozását Chosen One raperrel együtt.
- 2004-ben az Abbalicious című albumon hallható az amerikai drag királynők által felénekelt változat is.[25]
- A svéd Nils Landgren zenész 2004-es Funky ABBA című albumán is hallható a dal.
- A dalt a Blue System is feldolgozta egy 2006-ban megjelent chill-out válogatás albumra.
- A dal acapella változatát a finn Rajaton is feldolgozta 2006-os ABBA emlékalbumára, a Rajaton Sings ABBA címűre, melyben a Lahti Szimfonikus Zenekar is közreműködött.
- Az Izlandi HAM nevű rock csapat metal változatát adta elő egy koncertjén.
- A Puerto Ricó-i Menudo nevű együttes a dal spanyol változatát vette fel Chiquitita című albumára. A dal 1981-es változata Xanadu című albumukon is megtalálható.

## A dal egyéb médiában
- A dal hallható a Mamma Mia! című filmben is.